# Sidoine d'Aix
Sidoine ou Restitut est considéré comme le 2e évêque d'Aix-en-Provence à la suite de Maximin, vers 80, après avoir été le premier de Saint-Paul-Trois-Châteaux dans la Drôme. Il aurait vécu à l'époque de Jésus-Christ. Une tradition ancienne l'assimile à l'aveugle de naissance qui vivait de mendicité à la sortie du Temple et qui fut guéri par Jésus.

## Dans laBible
D'après l'Évangile selon Jean (Jn 9), alors que Jésus et ses disciples sortaient du Temple, ils passèrent devant un aveugle qui mendiait. Interpellé sur la situation, demandant si cela était dû à un péché de lui-même ou de ses parents, Jésus répondit qu'il n'en était rien, puis fit de la boue avec de la salive et un peu de terre. Sidoine se lava et retrouva la vue. Après cette guérison, sa famille et son entourage hésitèrent à le reconnaitre.

## Son parcours
Par la suite, Sidoine rejoignit les disciples du Christ, puis embarqua avec un groupe de chrétiens composé principalement de Marthe, Marie de Béthanie, Lazare, Marie Jacobé, Marie Salomé, Marie Madeleine et Maximin. L'esquif traversa la Méditerranée jusqu'aux Saintes-Maries-de-la-Mer.
Restant un moment en compagnie de Marie Madeleine et de Maximin, il partit vivre en solitaire dans un lieu désertique de la région d'Aix. Puis la communauté des Tricastins reconvertis lui demanda de devenir leur pasteur et c'est ainsi qu'il devint évêque (episkopos) sous le nom de Restitut (Restitutus, c'est-à-dire le “Restitué“, dont la vue a été rendue par les mains même de Jésus). Basé aux abords de Saint-Paul-Trois-Châteaux à Saint-Restitut, il fit construire un premier oratoire consacré à la Vierge Marie à proximité de deux fontaines, et il se plut à diffuser le christianisme tout en guérissant un bon nombre de malades et d'handicapés. Beaucoup de miracles lui ont été attribués, dont justement celui de rendre, à son tour, la vue aux aveugles. La communauté se développant, il décida d'agrandir l'oratoire en dessinant lui-même les nouveaux contours. 
D'après la tradition provençale, il fut appelé à prendre la suite de Maximin comme deuxième évêque d'Aix. Sa Vita, écrite au XVe siècle dit, par contre, qu'il partit en Italie dans l'intention de voir Rome, mais qu'il s'arrêta sur la route afin de convertir les habitants d'Alba. C'est là qu'il aurait rendu son âme à Dieu. Après quoi son corps fut rapporté en Provence.

## Culte et reliques
Après sa mort, une partie de ses reliques furent déposées dans la crypte funéraire de la basilique Sainte-Marie-Madeleine de Saint-Maximin-la-Sainte-Baume auprès de celles du premier évêque d'Aix, Maximin, de Marie Madeleine, de la servante Marcelle et de Suzanne convertie par Marthe. 
Des reliques de saint Sidoine, l’aveugle guéri par Jésus, sont découvertes dans une basilique du Var.
Les autres reliques furent déposées à l'emplacement de la tour de l'église Saint-Restitut près de Saint-Paul-Trois-Châteaux. Son culte se trouve également à l'origine d'une frise de bas-reliefs entourant les quatre façades de la tour représentant des scènes de l'Apocalypse de Jean. Devenu lieu de pèlerinage, la renommée de Saint-Restitut et de son saint miraculé et devenu guérisseur se constitua et dura longtemps, au moins jusqu'au XVe siècle, puisqu'on sait que Louis XI alors dauphin le visita en 1449. 

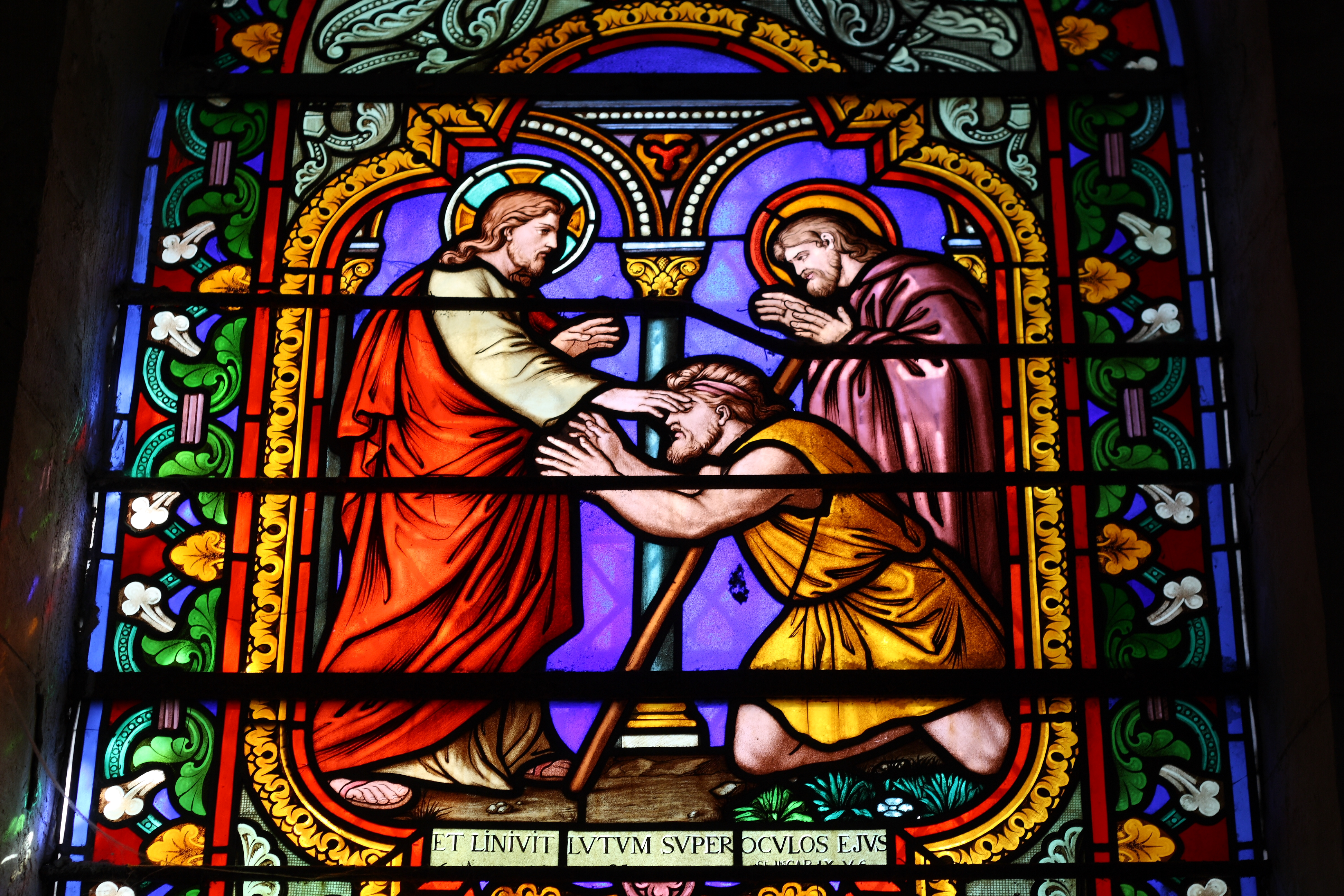
Guérison de l'aveugle-né, vitrail de l'église Saint-Restitut.
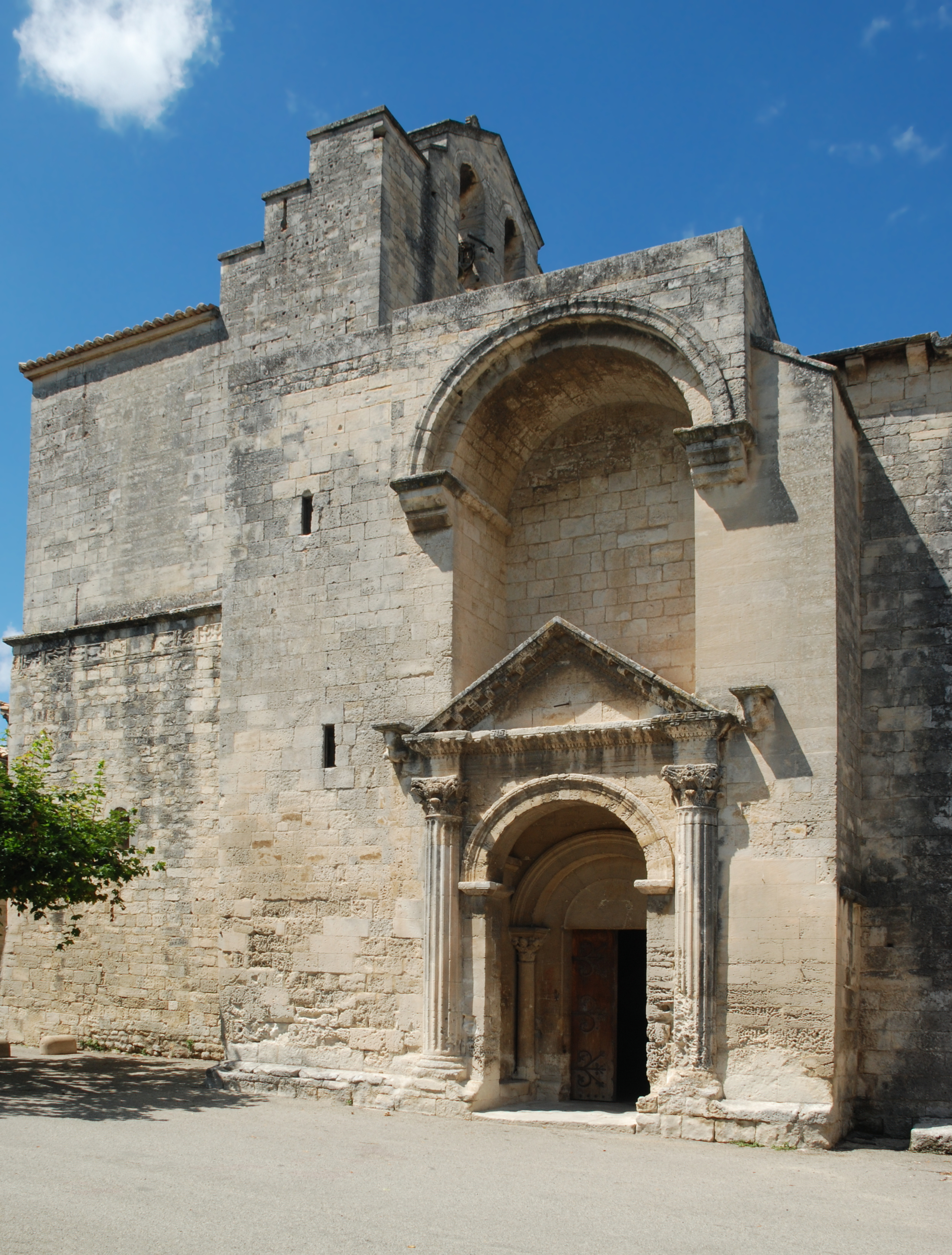
Façade de l'église Saint-Restitut avec sa tour funéraire à gauche.
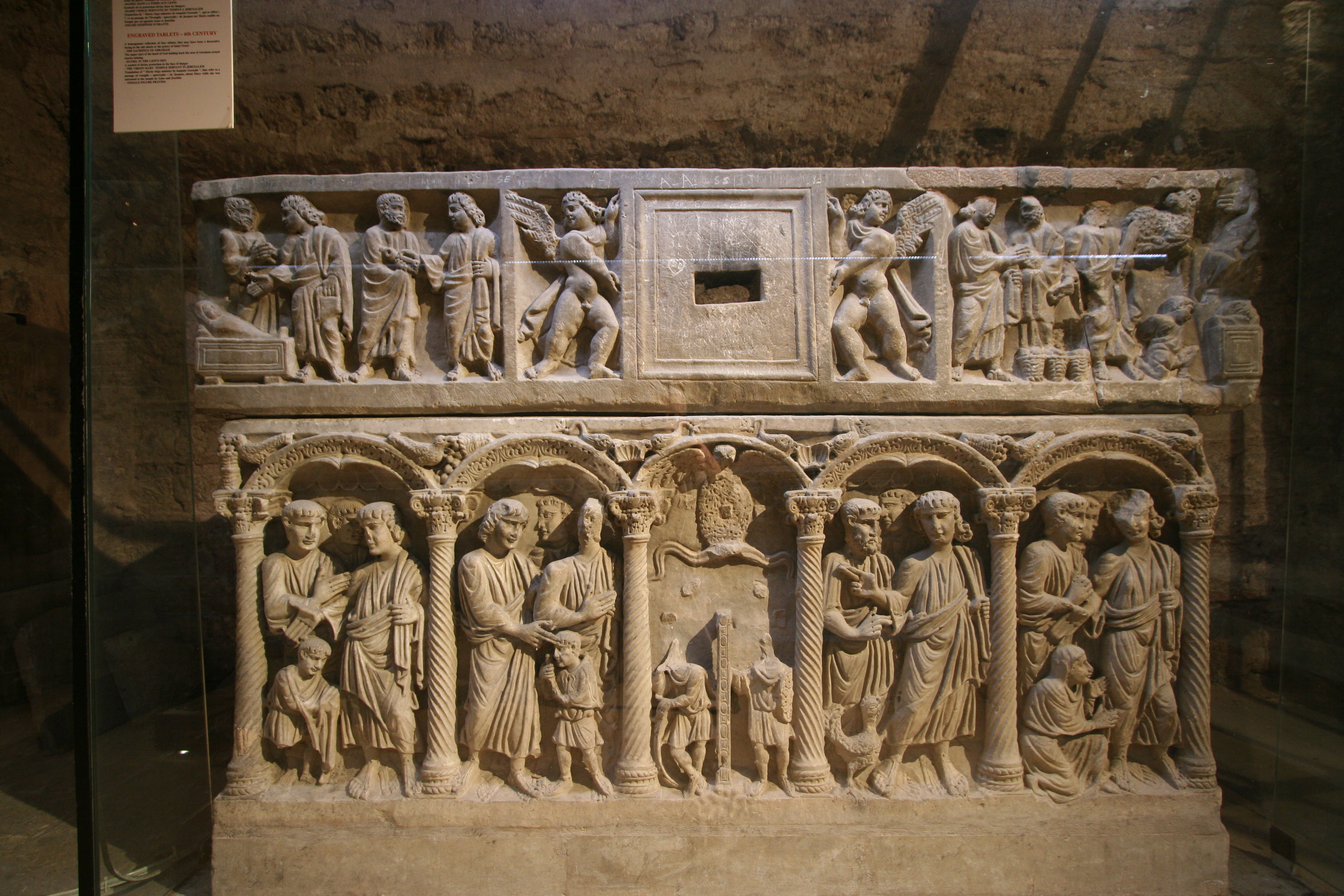
Sarcophage paléochrétien de Saint-Sidoine se trouvant dans la crypte de la basilique de Saint-Maximin (fin IVe début Ve).